# Hannsjön, Västmanland
Hannsjön är en insjö i Sala kommun i Västmanland och ingår i Norrströms huvudavrinningsområde. Sjön är 4,7 meter djup, har en yta på 0,186 kvadratkilometer och är belägen 108 meter över havet. Sjön ligger inom området för den stora skogsbranden i Västmanland 2014 och delvis i Hälleskogsbrännans natyrreservat.

## Delavrinningsområde
Hannsjön ingår i det delavrinningsområde (664492-152433) som SMHI kallar för Vid Q i Län punkt. Medelhöjden är 108 meter över havet och ytan är 22,49 kvadratkilometer. Det finns inga avrinningsområden uppströms utan avrinningsområdet är högsta punkten. Gärsjöbäcken som avvattnar avrinningsområdet har biflödesordning 3, vilket innebär att vattnet flödar genom totalt 3 vattendrag innan det når havet efter 179 kilometer. Avrinningsområdet består mestadels av skog (80 procent) och sankmarker (16 procent). Avrinningsområdet har 0,35 kvadratkilometer vattenytor vilket ger det en sjöprocent på 1,5 procent.